# راب لاکهارت
راب لاکهارت (انگلیسی: Rob Lockhart؛ ۲۳ ژوئن ۱۸۹۳ – ۱۱ سپتامبر ۱۹۸۱) فرد نظامی اهل بریتانیا بود. وی همچنین برندهٔ جوایزی همچون صلیب نظامی شده‌است.